# Eurovision Young Musicians
Eurovision Young Musicians (også kaldet Eurovision Grand Prix for Young Musicians. På dansk: Eurovisionens konkurrence for unge solister eller Eurovisionskonkurrencen for unge solister) er en konkurrence for europæiske klassiske musikere under 18 år arrangeret af European Broadcasting Union (EBU). Den TV-transmitterede konkurrence, bestående af en semi-finale og finale, afholdes hvert andet år og de fleste af deltagerlandene, deriblandt Danmark, afholder derudover nationale indledende kvalifikationsrunder. Den danske finale blev i en årrække TV-transmitteret af DR.

## Dansk deltagelse
Den dansk-svenske cellist Andreas Brantelid vandt finalen i juni 2006 hvor han stillede op for Sverige. Siden konkurrencens start i 1982 har to danskere kvalificeret sig til finalen og repræsenteret Danmark; Pianisten Marie Rørbech (1992) og organisten Frederik Magle (1994).

## Europæiske finaler
| År   | Vinder                            | Solist                            | Instrument                        | Værtsby- og land                  |
| ---- | --------------------------------- | --------------------------------- | --------------------------------- | --------------------------------- |
| 1982 | Vesttyskland                      | Markus Pawlik                     | Klaver                            | Manchester, England               |
| 1984 | Holland                           | Isabelle Van Keulen               | Violin                            | Genève, Schweiz                   |
| 1986 | Frankrig                          | Sandrine Lazarides                | Klaver                            | København, Danmark                |
| 1988 | Østrig                            | Julian Rachlin                    | Violin                            | Amsterdam, Holland                |
| 1990 | Holland                           | Nick Van Oostrum                  | Klaver                            | Wien, Østrig                      |
| 1992 | Polen                             | Bartłomiej Nizioł                 | Violin                            | Bruxelles, Belgien                |
| 1994 | Storbritannien                    | Natalie Clein                     | Cello                             | Warszawa, Polen                   |
| 1996 | Tyskland                          | Julia Fischer                     | Violin                            | Lissabon, Portugal                |
| 1998 | Østrig                            | Lidia Baich                       | Violin                            | Wien, Østrig                      |
| 2000 | Polen                             | Stanisław Drzewiecki              | Klaver                            | Bergen, Norge                     |
| 2002 | Østrig                            | Dalibor Karvay                    | Violin                            | Berlin, Tyskland                  |
| 2004 | Østrig                            | Alexandra Soumm                   | Violin                            | Lucerne, Schweiz                  |
| 2006 | Sverige                           | Andreas Brantelid                 | Cello                             | Wien, Østrig                      |
| 2008 | Grækenland                        | Dionysios Grammenos               | Klarinet                          | Wien, Østrig                      |
| 2010 | Slovenien                         | Eva Nina Kozmus                   | Fløjte                            | Wien, Østrig                      |
| 2012 | Norge                             | Eivind Holtsmark Ringstad         | Bratsch                           | Wien, Østrig                      |
| 2014 | Østrig                            | Ziyu He                           | Violin                            | Köln, Tyskland                    |
| 2016 | Polen                             | Łukasz Dyczko                     | Saksofon                          | Köln, Tyskland                    |
| 2018 | Rusland                           | Ivan Bessonov                     | Klaver                            | Edinburgh, Storbritannien         |
| 2020 | Aflyst grundet Covid-19-pandemien | Aflyst grundet Covid-19-pandemien | Aflyst grundet Covid-19-pandemien | Aflyst grundet Covid-19-pandemien |
| 2022 | Tjekkiet                          | Daniel Matejča                    | Violin                            | Montpellier, Frankrig             |
| 2024 |                                   |                                   |                                   | Bodø, Norge                       |